# السياحة في سلطنة عمان
السياحة في سلطنة عمان، تملك سلطنة عمان مقومات سياحية كثيرة بحكم موقعها الوسيط كبوابة بين شرق العالم وغربه، نَمت السياحة في عمان بشكل كبير و ملحوظ خلال العقد الأول من القرن الحادي والعشرين، وفي عام 2019، استقطبت عُمان حوالي 3.5 مليون زائر من جميع أنحاء العالم، بزيادة عن 3.1 مليون في عام 2017 وفقًا لنشرة إحصاءات السياحة لعام 2019 الصادرة عن المركز الوطني للإحصاء والمعلومات، عمان.
لدى عمان العديد من مناطق الجذب السياحي، لا سيما في مجال السياحة الثقافية. اختيرت مسقط كأفضل مدينة للزيارة من قبل ناشر دليل السفر الأمريكي لونلي بلانيت في عام 2012، واختيرت كعاصمة للسياحة العربية لعام 2012.

## التأشيرة
يجب على زوار سلطنة عمان الحصول على تأشيرة قبل السفر ما لم يأتوا من إحدى الدول المعفاة من التأشيرة. حيث يمكن لمواطني الدول الأعضاء في مجلس التعاون الخليجي السفر إلى عمان دون قيود التأشيرة وكذلك يمكن لمواطني 69 دولة أخرى التقدم للحصول على تأشيرة عبر الإنترنت صالحة لمدة 30 يومًا ويجب أن يحمل جميع الزوار جواز سفر صالحًا لمدة 6 أشهر.

## إحصائيات
باستثناء دول مجلس التعاون الخليجي، كانت الدول التي لديها أكبر عدد من حاملي جوازات السفر الذين زاروا عمان في عام 2013 هي:
| المرتبة | البلد            | عدد السياح |
| ------- | ---------------- | ---------- |
| 1       | الهند            | 244,786    |
| 2       | المملكة المتحدة  | 133,529    |
| 3       | باكستان          | 67,893     |
| 4       | ألمانيا          | 55,126     |
| 5       | الولايات المتحدة | 53,165     |
| 6       | فرنسا            | 40,253     |
| 7       | مصر              | 28,541     |
| 8       | إيطاليا          | 26,063     |
| 9       | الفلبين          | 24,897     |
| 10      | بنغلاديش         | 20,191     |

## الأنشطة

### سياحة الرمال
تعتبر رمال محافظة الشرقية  (بدية - قبضة جعلان )وجهة مفضلة لمحبي سياحة الصحراء والتخييم الصحراوي والتطعيس في الرمال والشوي فوق الرمل.

### الشواطئ
هناك الكثير من الشواطئ الممتدة على طول السلطنة، مثل شاطئ قنتب وشاطئ القرم وغيرها من الشواطئ الرملية البكر حيث يمكن ممارسة السباحة والغطس لمشاهدة الشعاب المرجانية وكذلك يمكن مشاهدة الدلافين ومراقبة الطيور و الأسماك.

## المهرجانات

### مهرجان صلالة السياحي
مهرجان صلالة السياحي مهرجان سنوي يقام في صلالة بمحافظة ظفار في سلطنة عمان. يقام كل في فصل الخريف من 15 يوليو إلى 31 أغسطس.

## المناطق السياحية

### الجبل الأخضر
الجبل الأخضر هو جبل يقع في سلطنة عمان في ولاية نزوى، وهو جزء من سلسلة جبال الحجر، ويشتهر الجبل الأخضر بتنوع منتجاته الزراعية كالفاكهة والزهور والرمان والخوخ والمشمش واللوز والجوز والورود ويبلغ ارتفاعه 3000 متر ويتوافد السياح بكثرة على المنطقة وخاصة في أواخر شهر أكتوبر، والذي يزداد فيه تألق منطقة الجبل الأخضر.

### جبل شمس
يقع في ولاية صحار هو أعلى قمة جبلية في عمان ويرتفع جبل شمس ما يقارب 3500م عن سطح البحر، وهذا الارتفاع ساعد على تغير المناخ عن باقي المناطق بالسلطنة وشبه الجزيرة العربية. حيث تصل درجة الحرارة إلى (0) درجة في فصل الشتاء، وما بين 26 - 35 درجة في فصل الصيف، ما جعله مصدر جذب للسياح الأجانب من هواة التخييم وبعض العائلات العربية التي تنشد الهدوء والطقس البديع، وهذا كما قال فارس الخاطري المدير التنفيذي لمنتجع جبل شمس، وأضاف أن المنتجع يوفر كل طلبات العائلات العربية من الخصوصية وإقامة حفلات الشوي في الهواء الطلق وتوفير البرامج الترفيهية.
لطبيعة الصعود المتعرج للجبل يتيح لك الاطلاع على بعض من جوانب المعالم السياحية الأخرى، ومن أهمها قرية غول القديمة، وهي عبارة عن قرية تظهر مبانيها الطينية على حافة الجبل وأثناء صعودك تشعر بانخفاض درجات الحرارة، حينها ستبدأ بملاحظة كثرة نمو الأشجار البرية التي تتوزع على جانبي الطريق وكذلك في مجاري الأودية التي تنحدر في الفوالق الصخرية.

### جبل إتين وقبر أيوب
يقع جبل إتين في محافظة ظفار على ارتفاع 2000 متر، ومنطقة جبل إتين تعتبر من الأماكن الجميلة للاستجمام وقضاء وقت في ربوع طبيعة محافظة ظفار، وتضم المنطقة أيضاً قبر أيوب، وحجرا أثريا منقوشاً عليه آثار أقدام أيوب.

### عين أرزات
عين أرزات من أهم الأماكن السياحية في محافظة ظفار، خاصة في مدينة صلالة. يزداد عدد زوارها خاصة في فصل الخريف، وهي أكثر عيون المياه غزارة، وهي مصدر للمياه في مزرعة رزات والمزارع الحكومية القريبة من قصر المعمورة. يوجد أمام العين كهف يستهوي الزوار، وتبعد عن مدينة صلالة حوالي 9 كيلومترات تقريبًا.

### خوروري
منطقة يوجد بها خور روري، وأيضا محمية روري الخور. المحمية مدينة قديمة مقابلة للخور، تنتشر قطعان من الماشية والجمال على ضفتي الخور.

### سمهرم القديمة
تقع مدينة سمهرم التاريخية على بعد 40 كيلومترا شرق مدينة صلالة، وبالإضافة إلى المياه الجوفية تستمد المدينة مياهها من الشلالات المتدفقة، سميت سمهرم استناداً إلى النقود والأواني والنقوش المكتشفة، وتضم المنطقة أيضاً متحف سمهرم.

### كهف الهوتة
يعد كهف الهوتة من المزارات السياحة الحديثة نسبياً في السلطنة ويقع في ولاية الحمراء بالمنطقة الداخلية وهو أحد العجائب الطبيعية.

## معرض صور

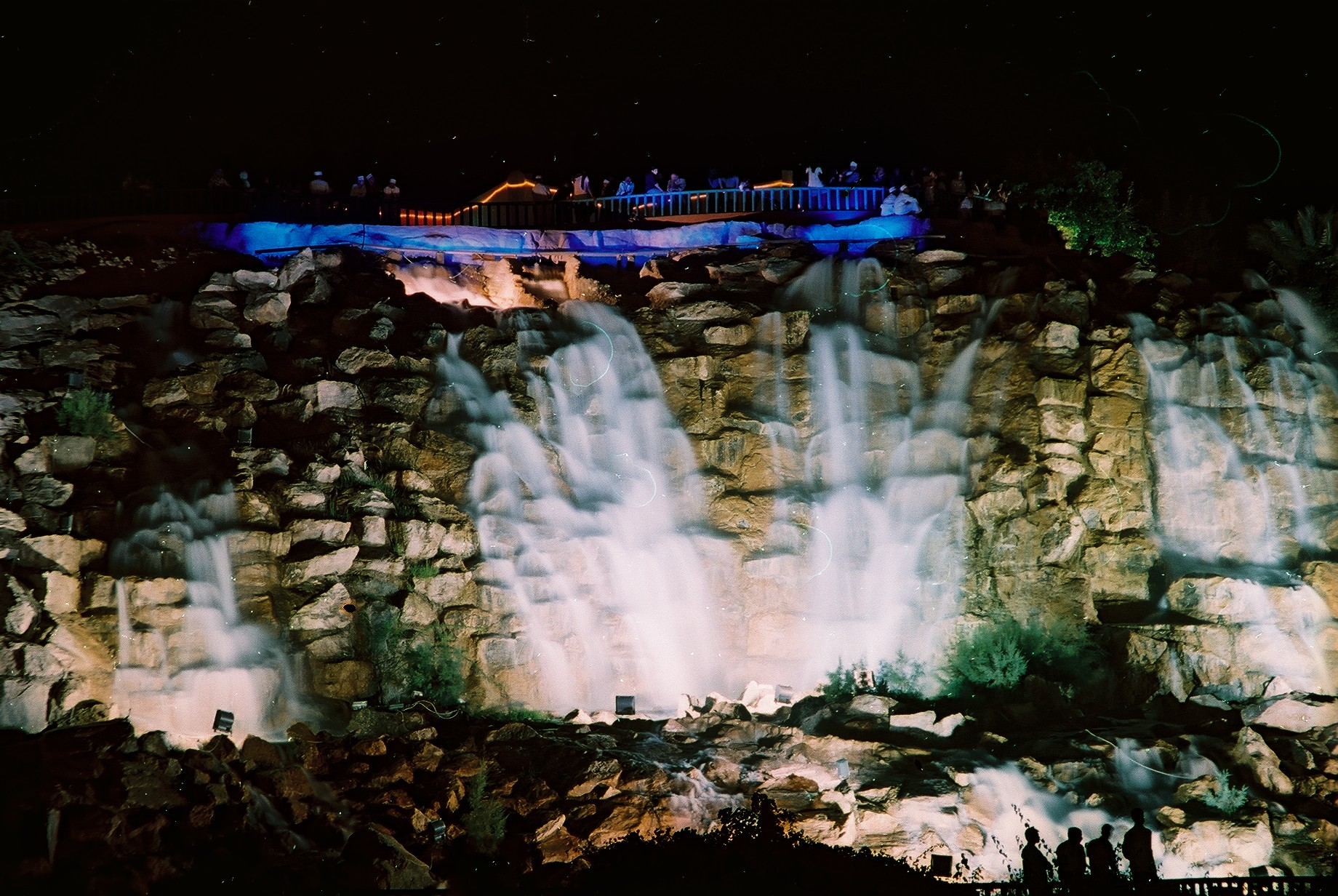
مطعم ممتاز محل، القرم، مسقط.
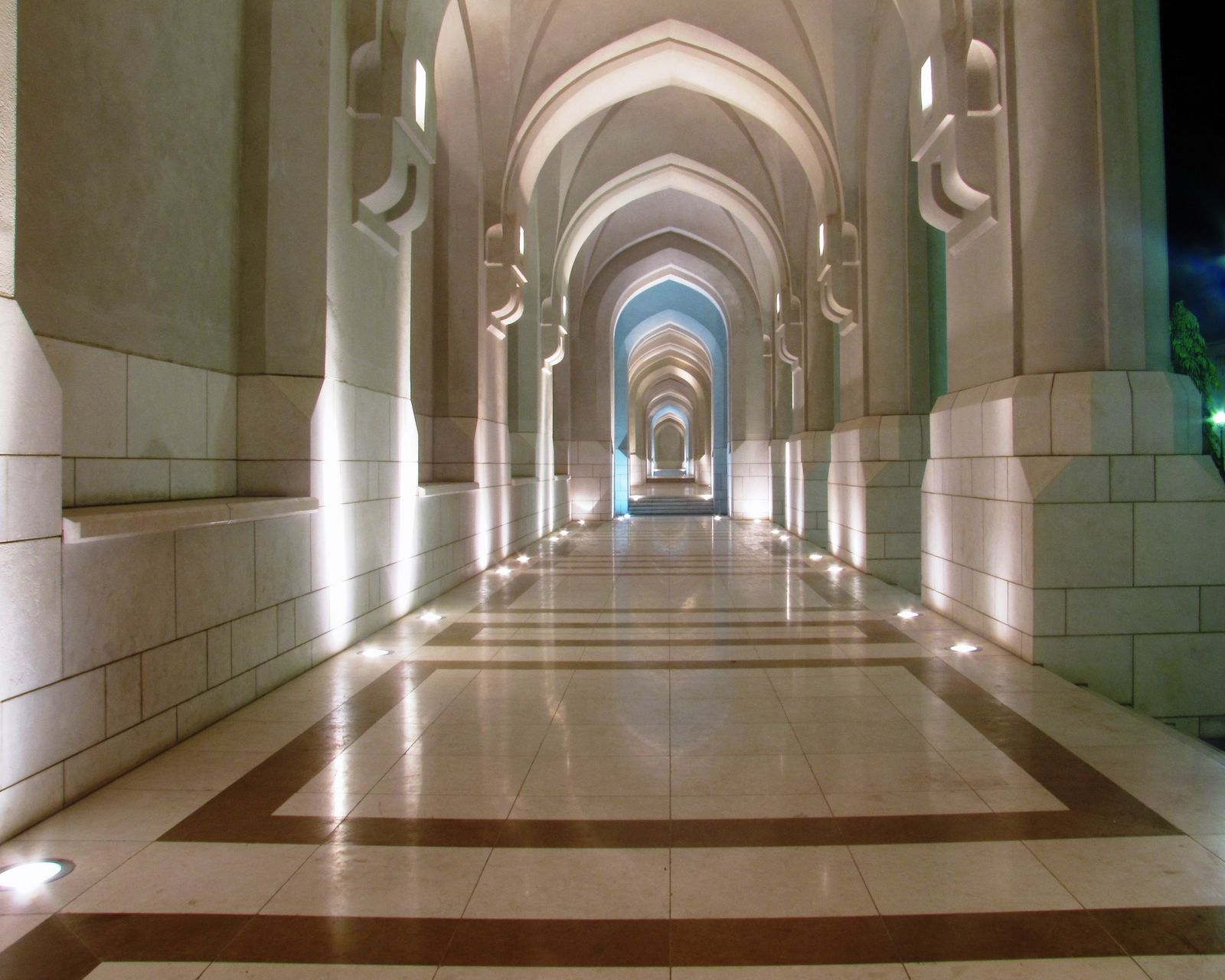
ممر يؤدي إلى قصر مسقط القديم.
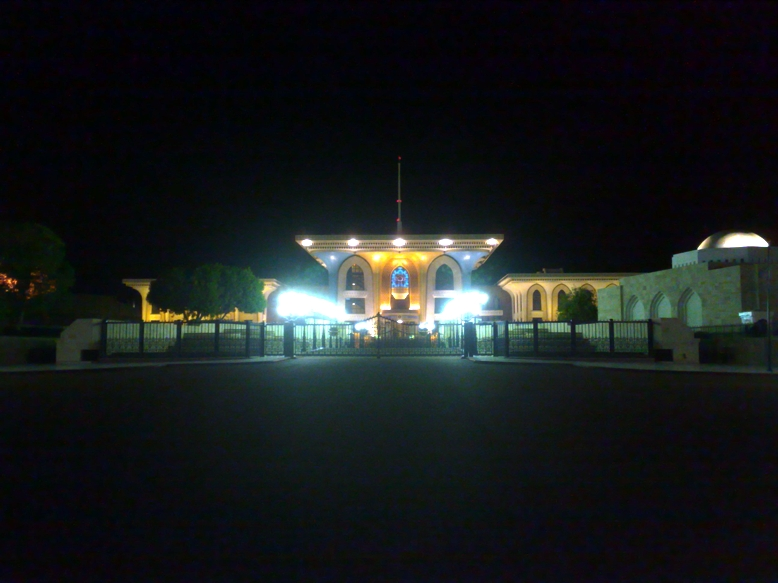
قصر العلم، مسقط.
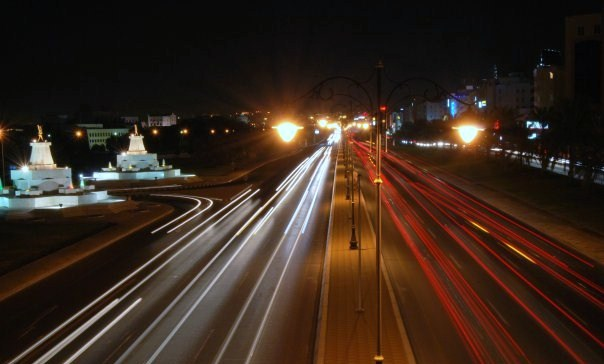
الخوير - يمثل الخنجران في يسار الصورة المدخل لشارع الوزارات الذي يضم معظم وزارات عمان.
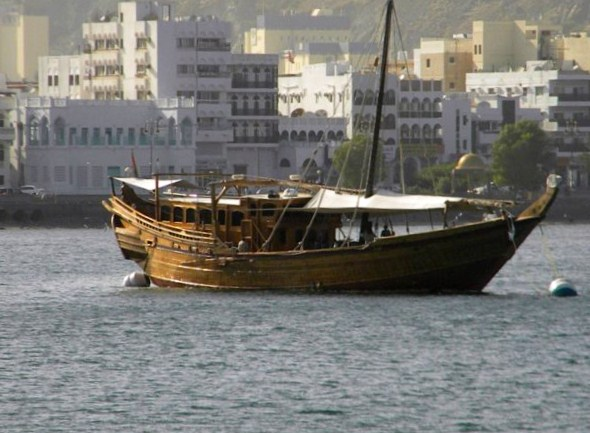
ميناء السلطان قابوس بمطرح - ترسو به المراكب الشراعية التقليدية العمانية.
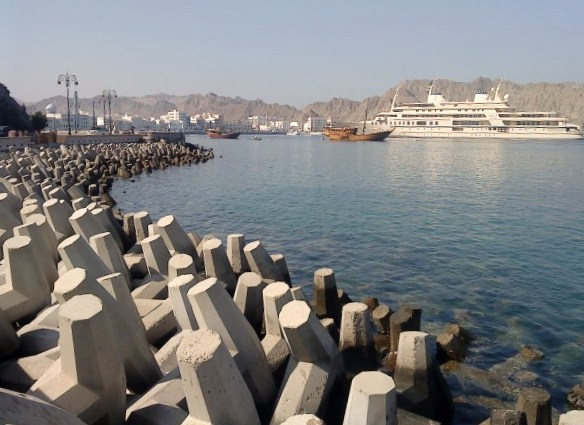
ميناء السلطان قابوس بمطرح - يمكن رؤية يخت السلطان قابوس (آل سعيد) الراسي في الميناء.
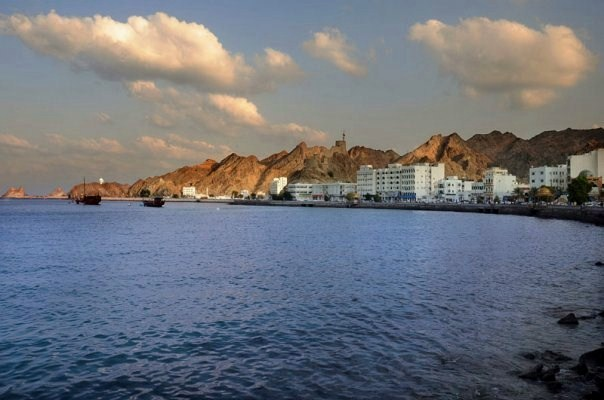
كورنيش مطرح
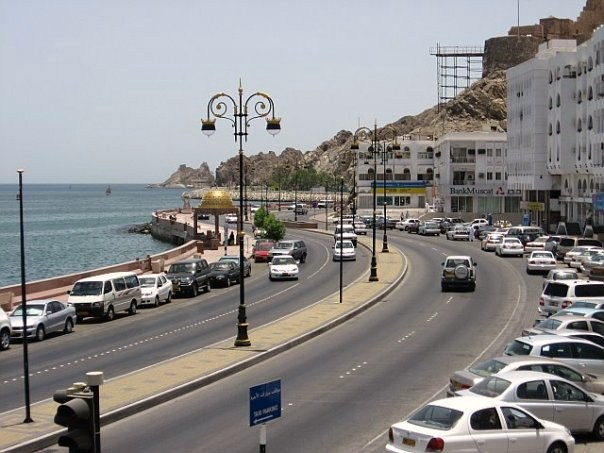
كورنيش مطرح
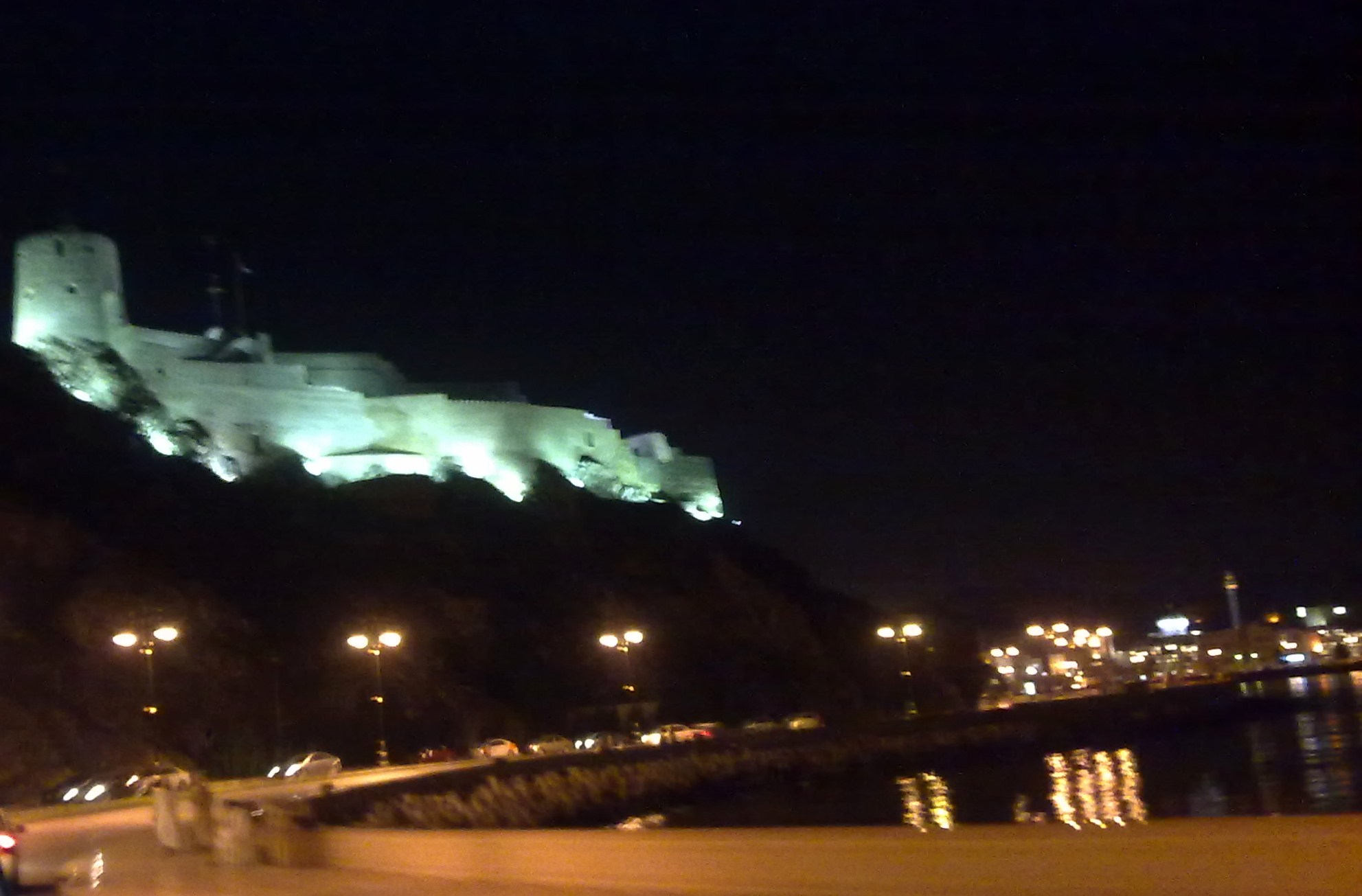
قلعة الميراني (بناها البرتغاليون في القرن 16) تطل على ميناء السلطان قابوس، مطرح، وقصر العلم.
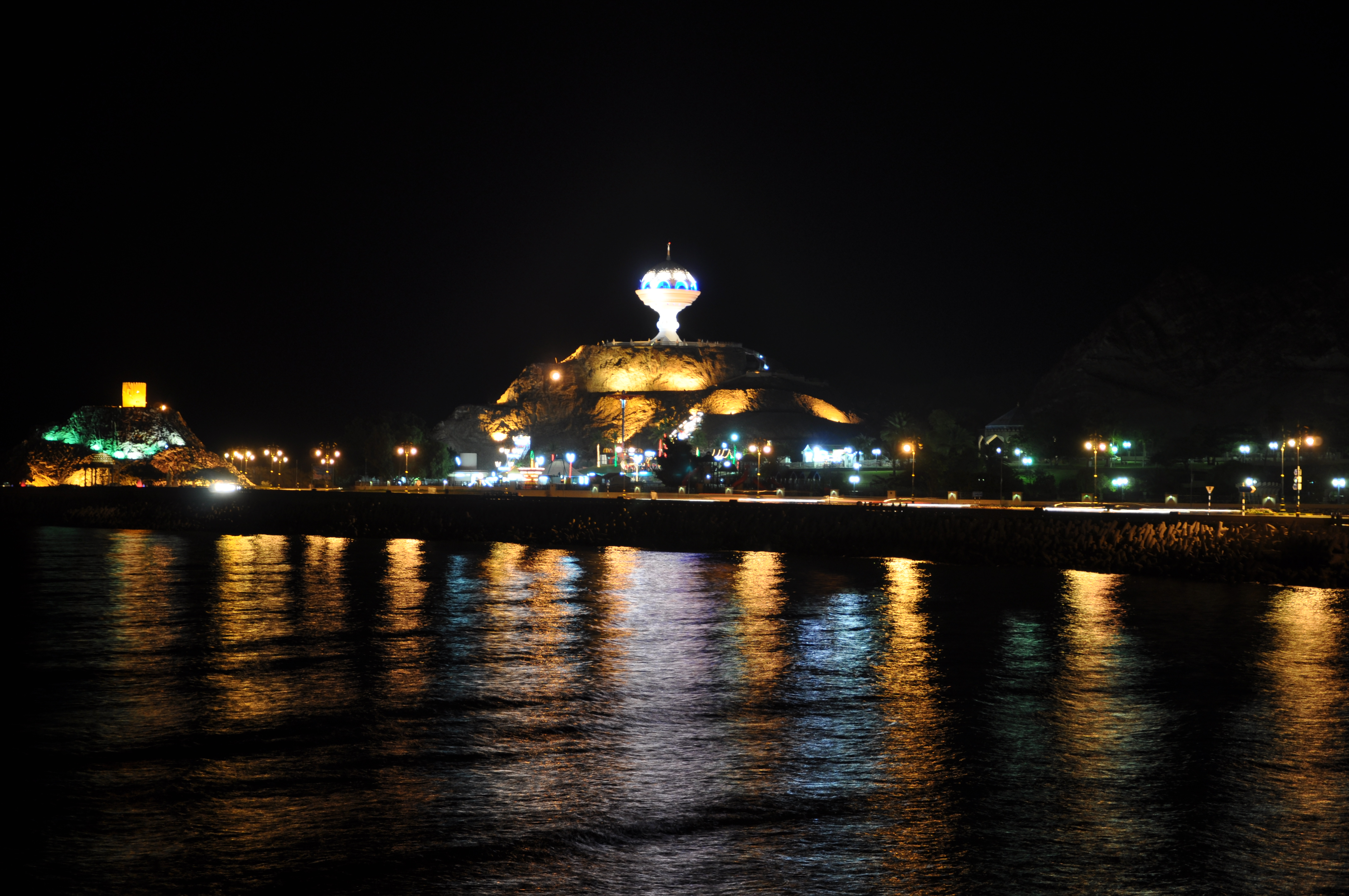
حديقة ريام - قريبة جدا من ميناء السلطان قابوس.
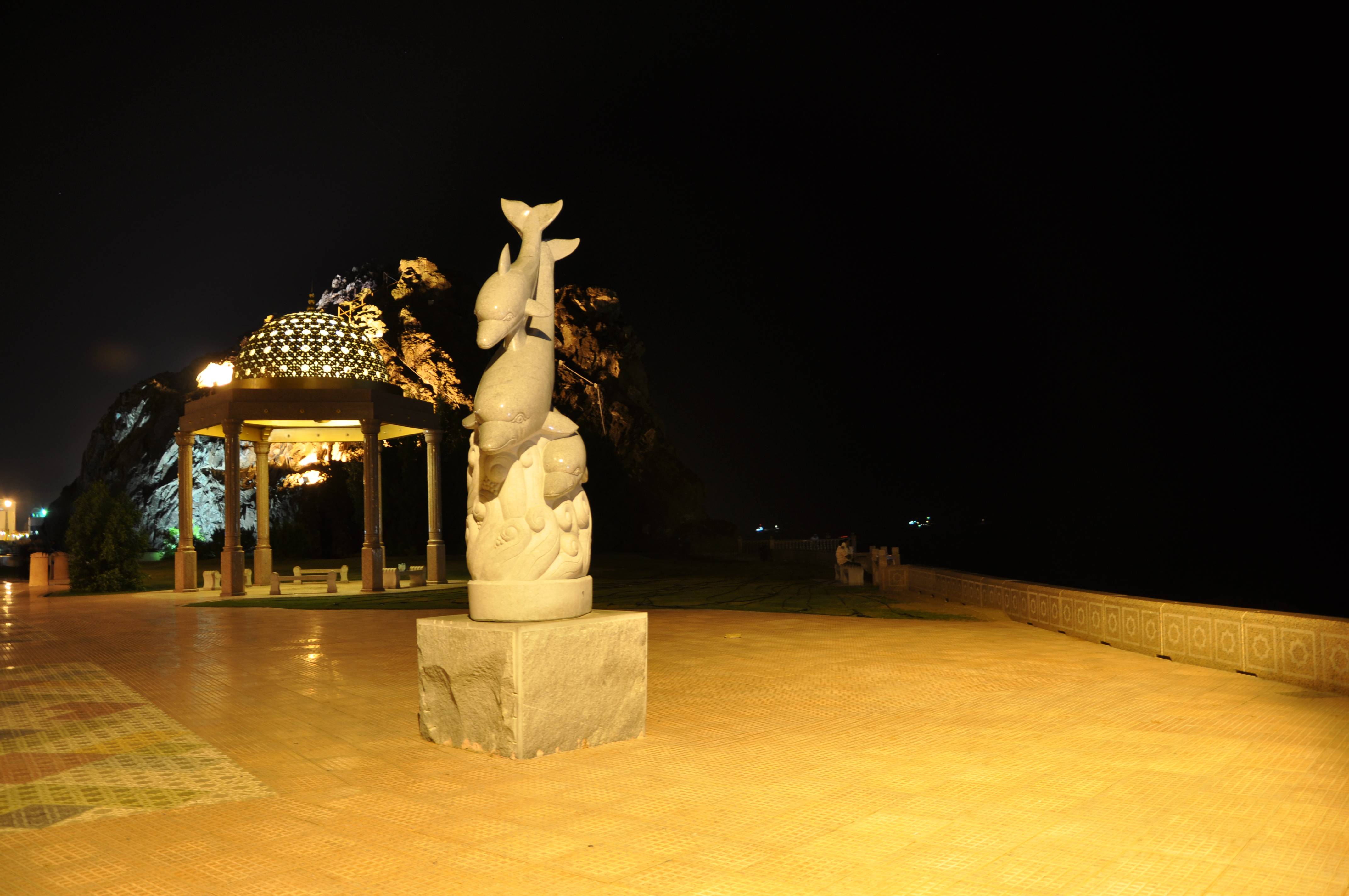
تم تجديد كورنيش مطرح بعد أن تدمّر بسبب إعصار جونو الذي ضرب مناطق واسعة من عمان في 2007.
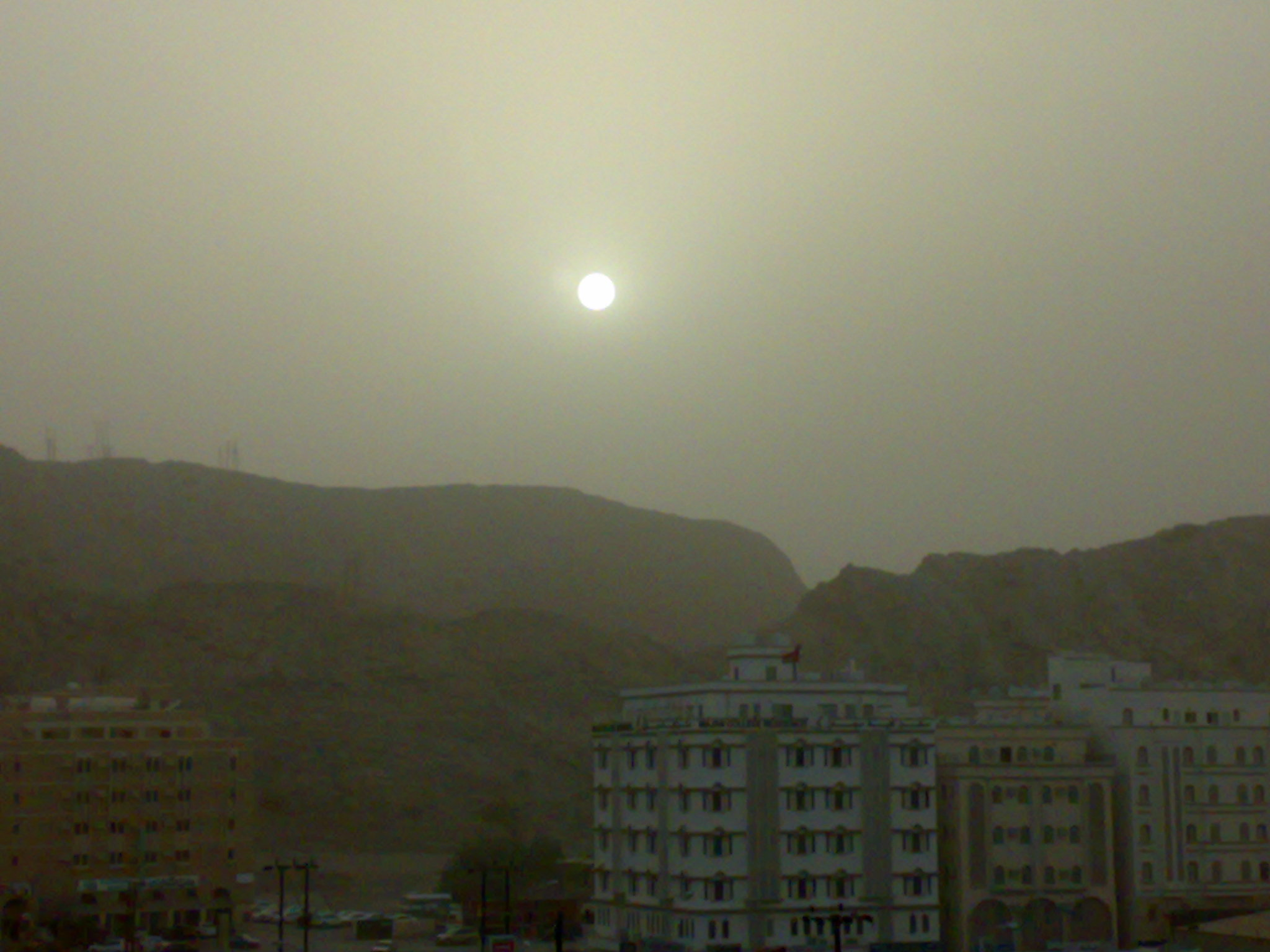
العواصف الرملية نادرة في مسقط.
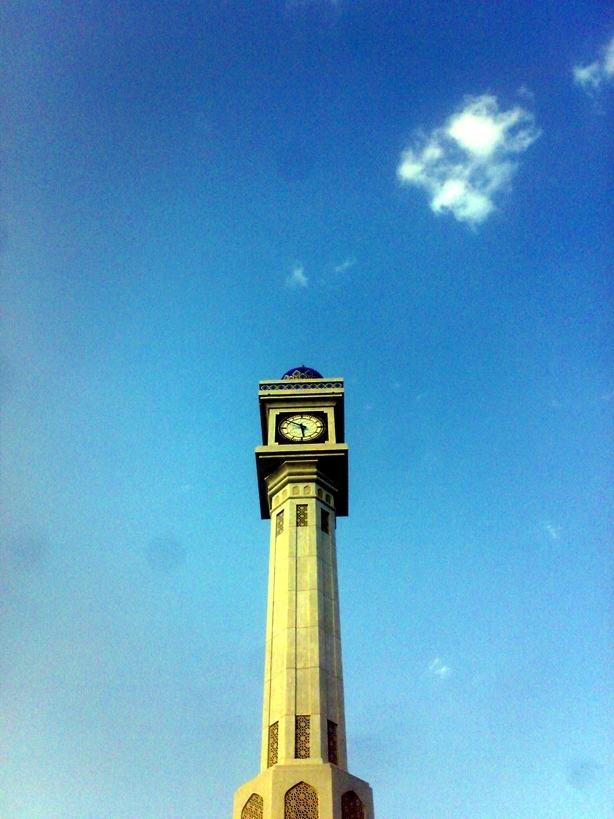
برج ساعة مسقط، روي، تعتبر من أقدم المعالم في عمان الحديثة.
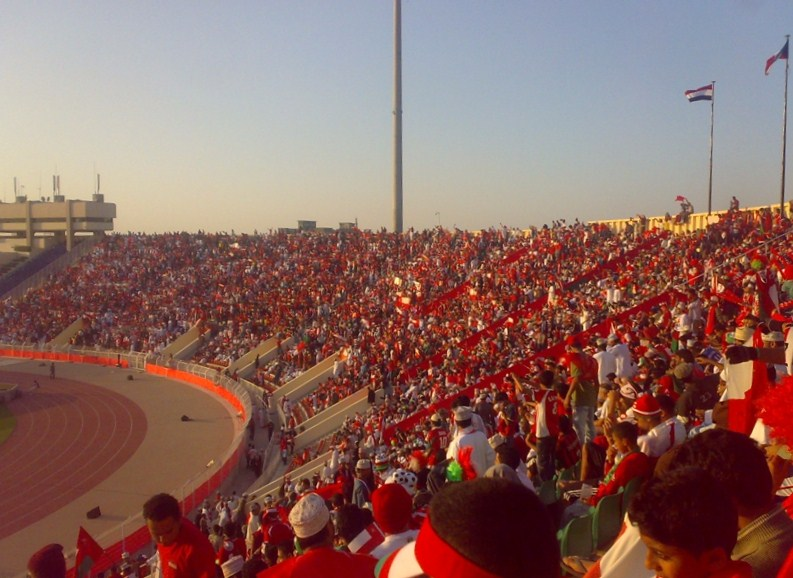
الجماهير العمانية وهي تتابع منتخبهم الوطني لكرة القدم الذي يلعب ضمن كأس الخليج بنسخته الـ 19 والتي استضافتها عمان في 2009 والتي فاز بها المنتخب العماني بالبطولة للمرة الأولى.
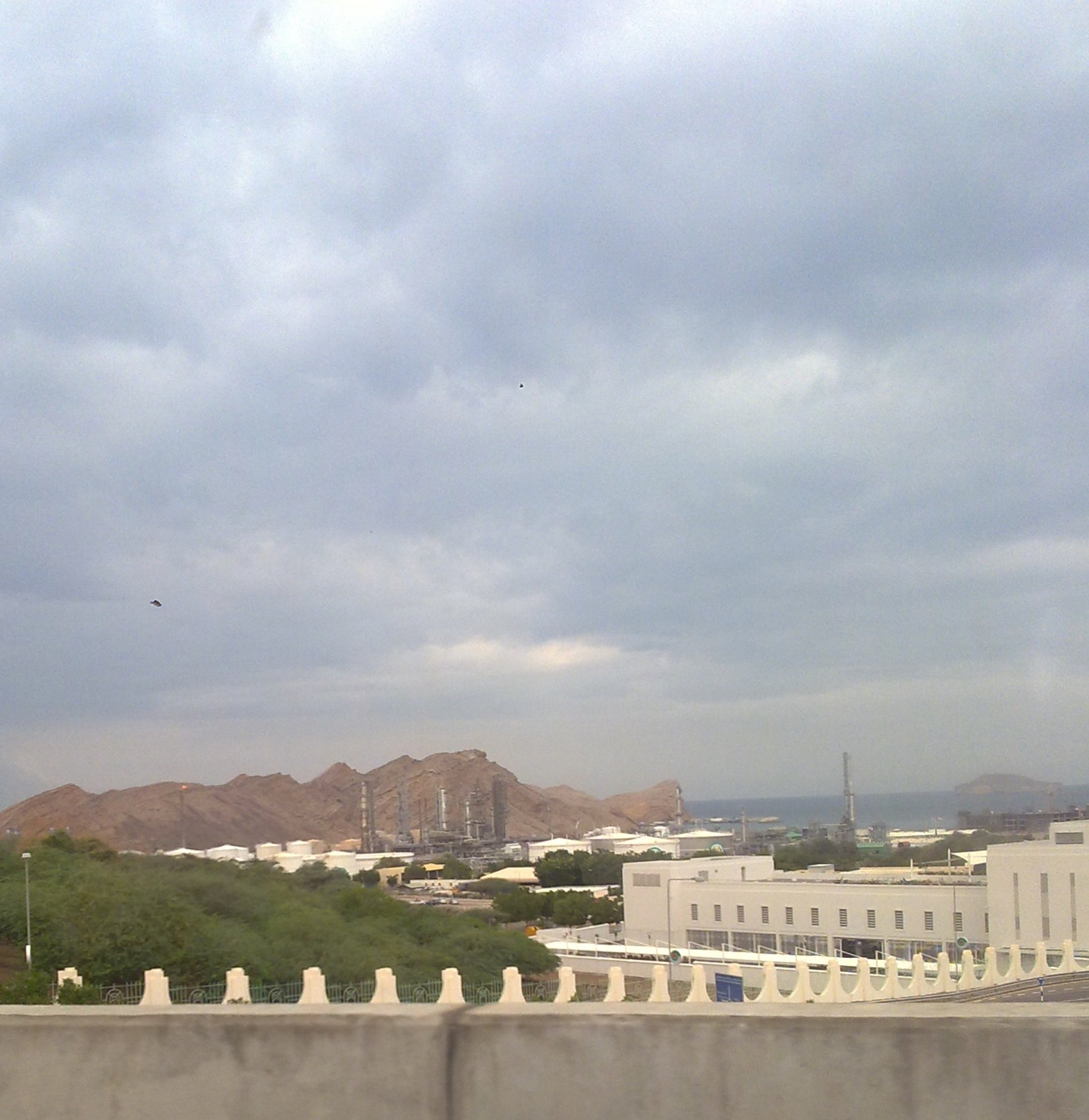
المقر الرئيسي ومصفاة البترول لشركة تنمية نفط عمان في مسقط.
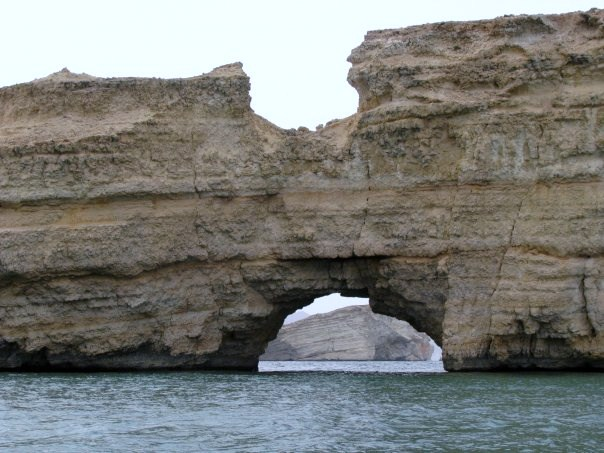
شاطئ طويل مع التشكيلات الجميلة للصخور في العاصمة مسقط.
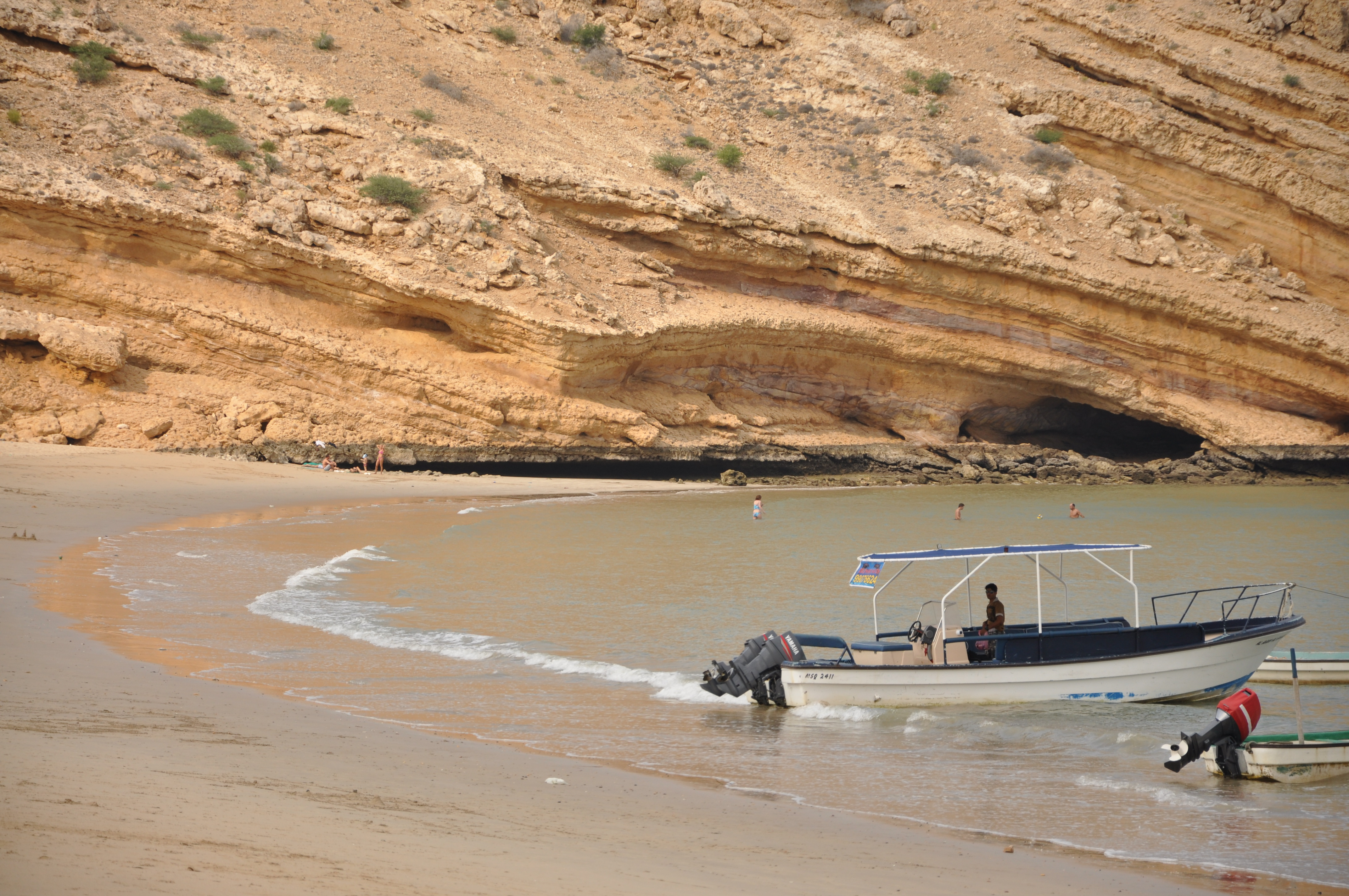
شاطئ قنتب.
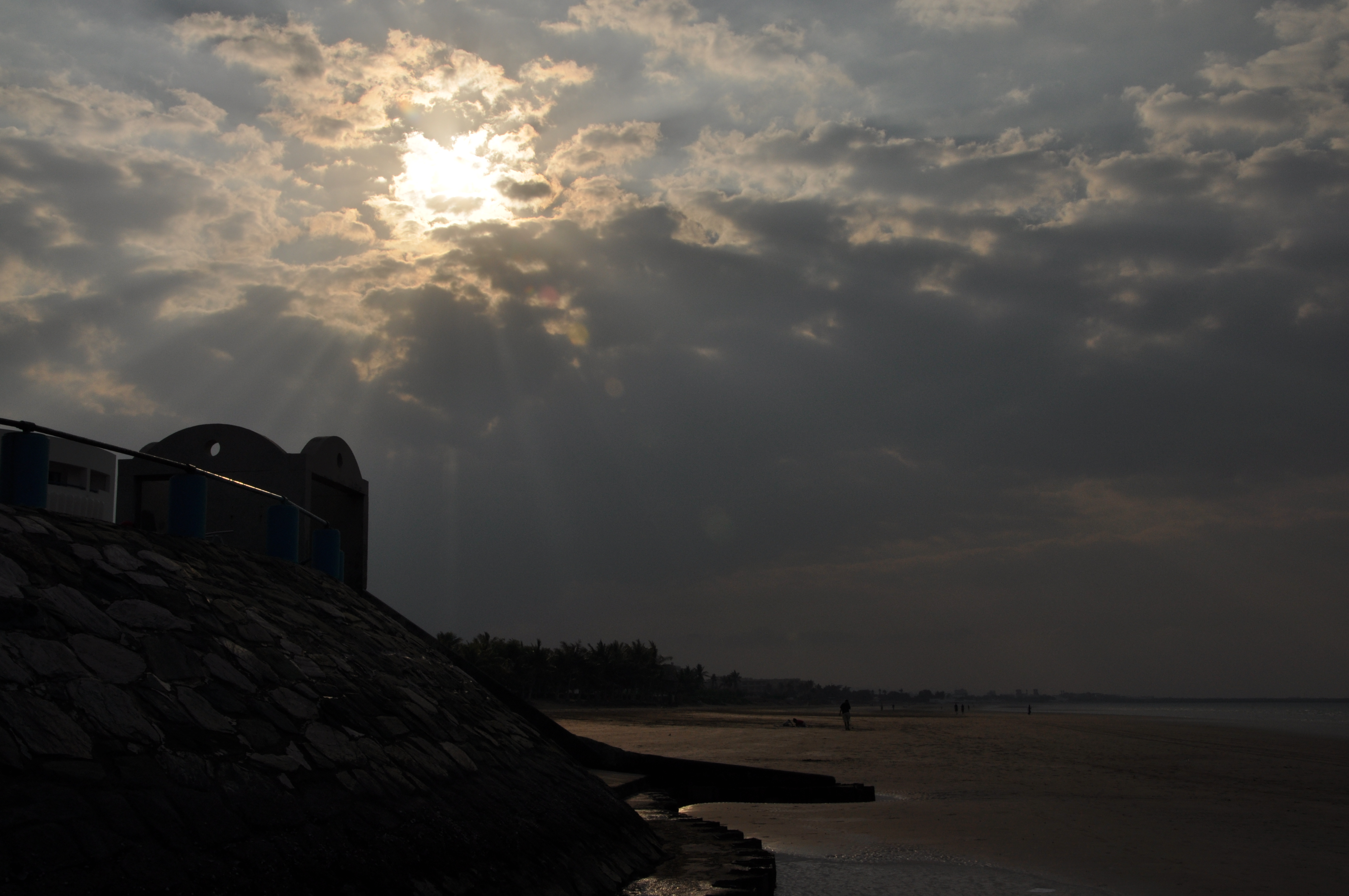
أحد شواطئ مسقط.
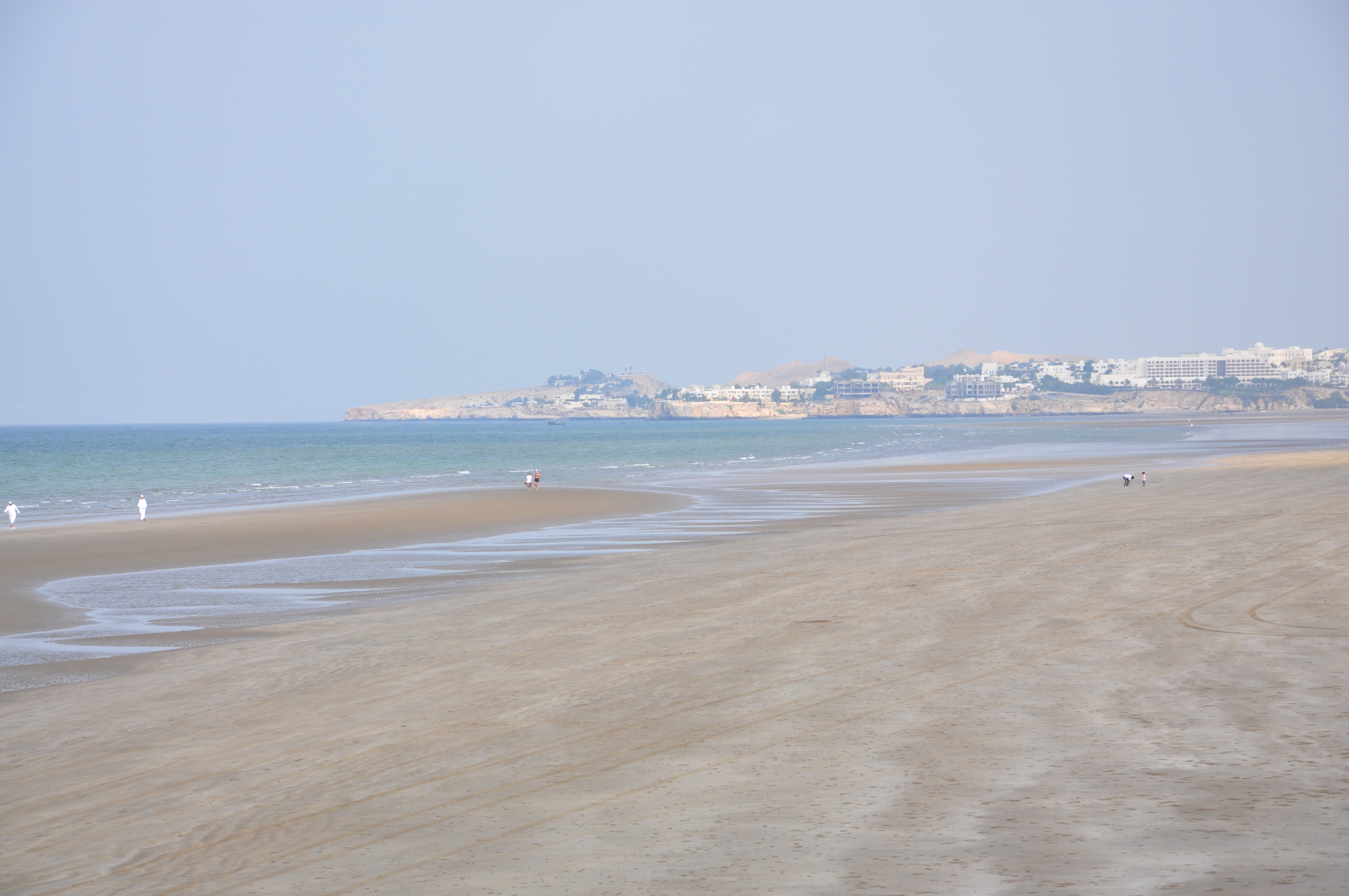
يمكن رؤية فندق كراون بلازا مسقط من مسافة بعيدة (في أعلى الجرف - شاطئ القرم).
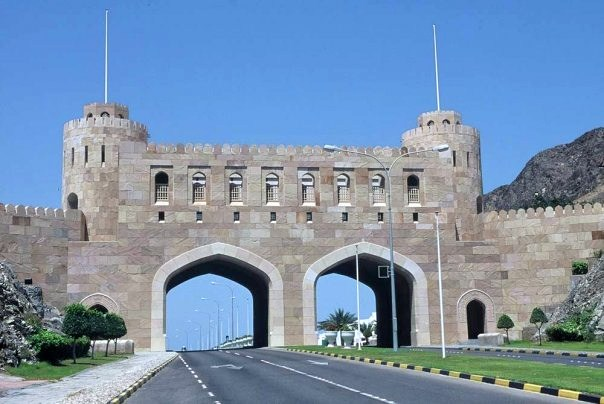
بوابة مسقط.
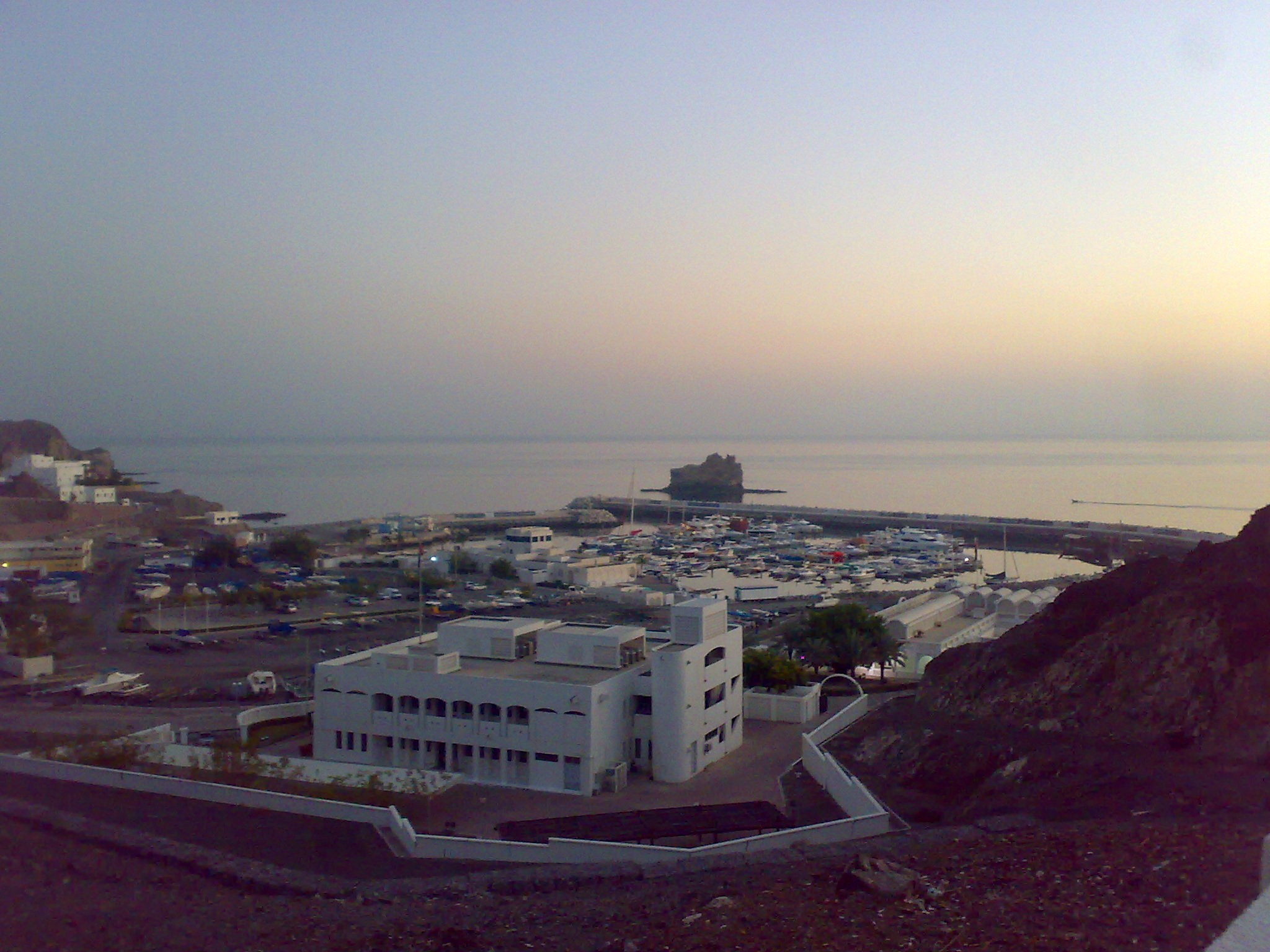
نادي مسقط للقوارب.
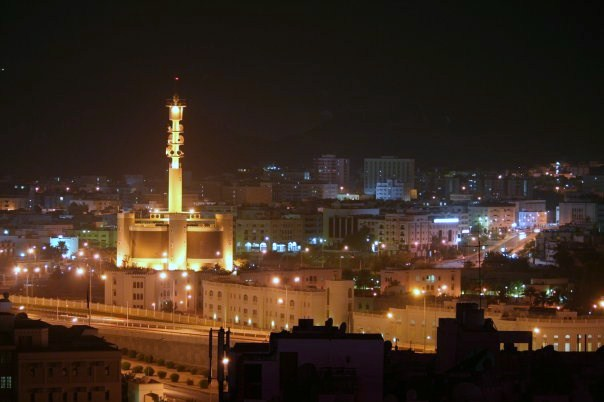
مقر الشركة العمانية للاتصالات (عمانتل) شركة الاتصالات الحكومية، روي (بناء مثل البرج).
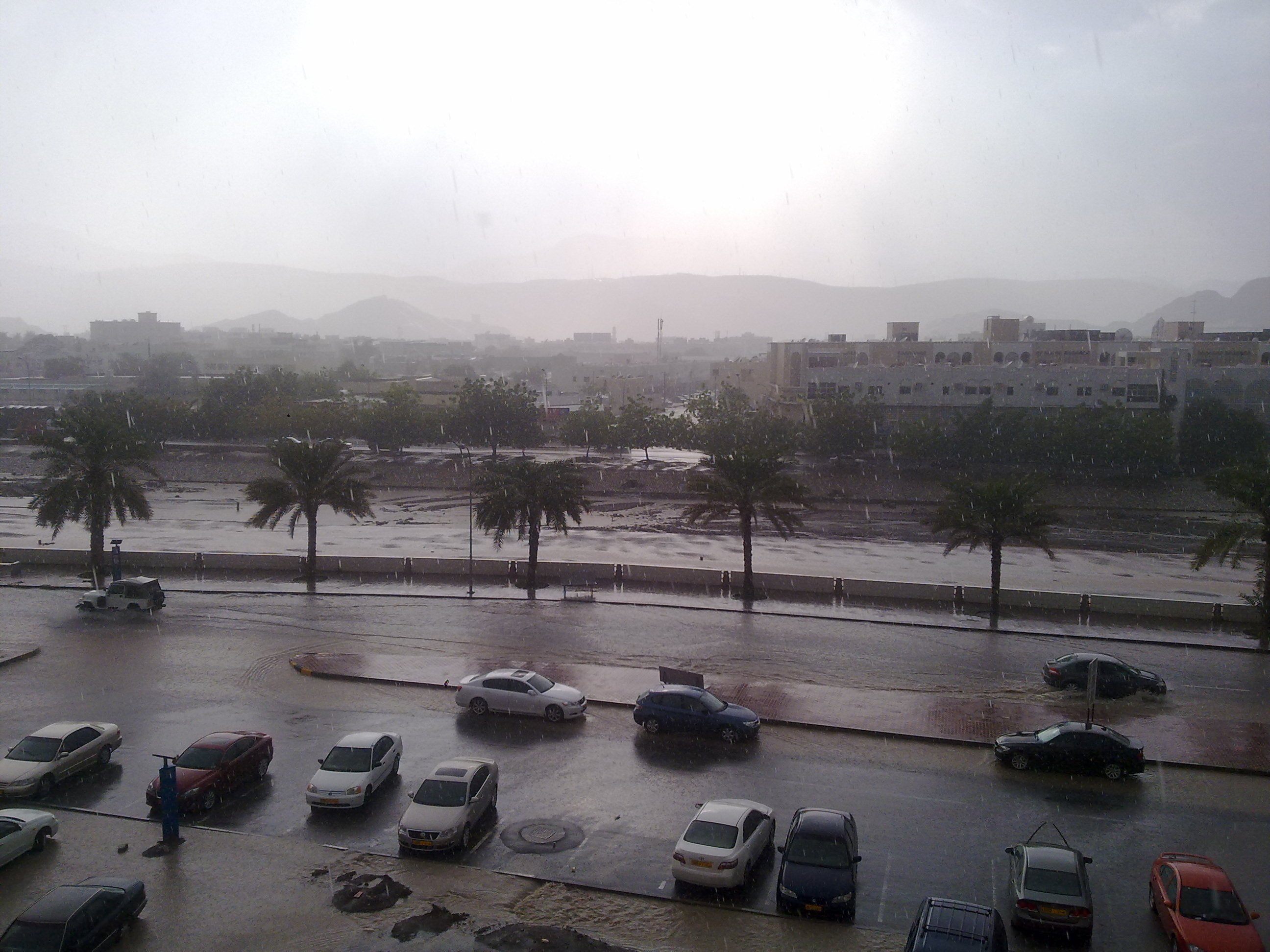
الأمطار الغزيرة تستمر لعدة أيام في عمان خاصة في فصل الشتاء.
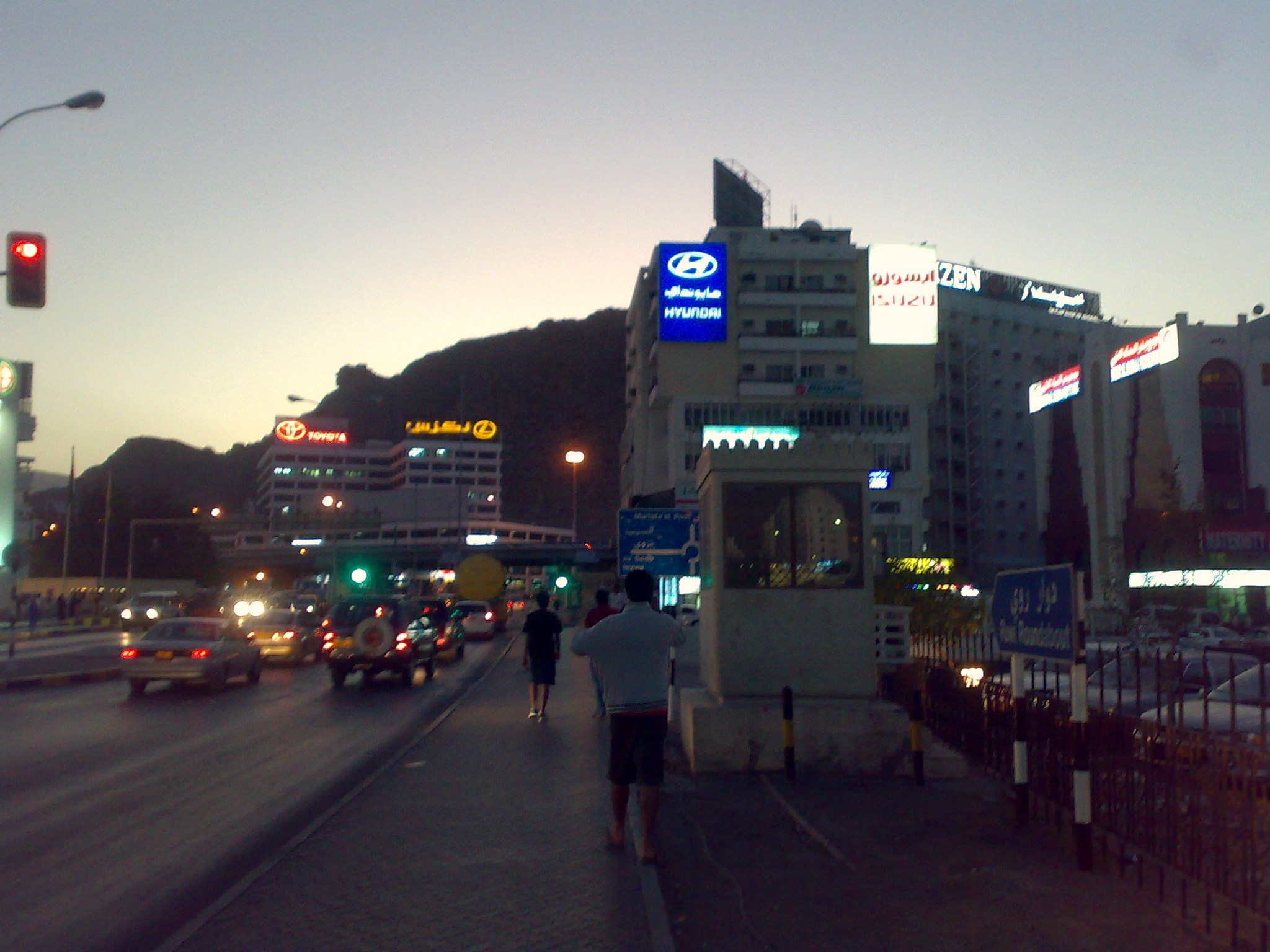
المنطقة التجارية بروي.
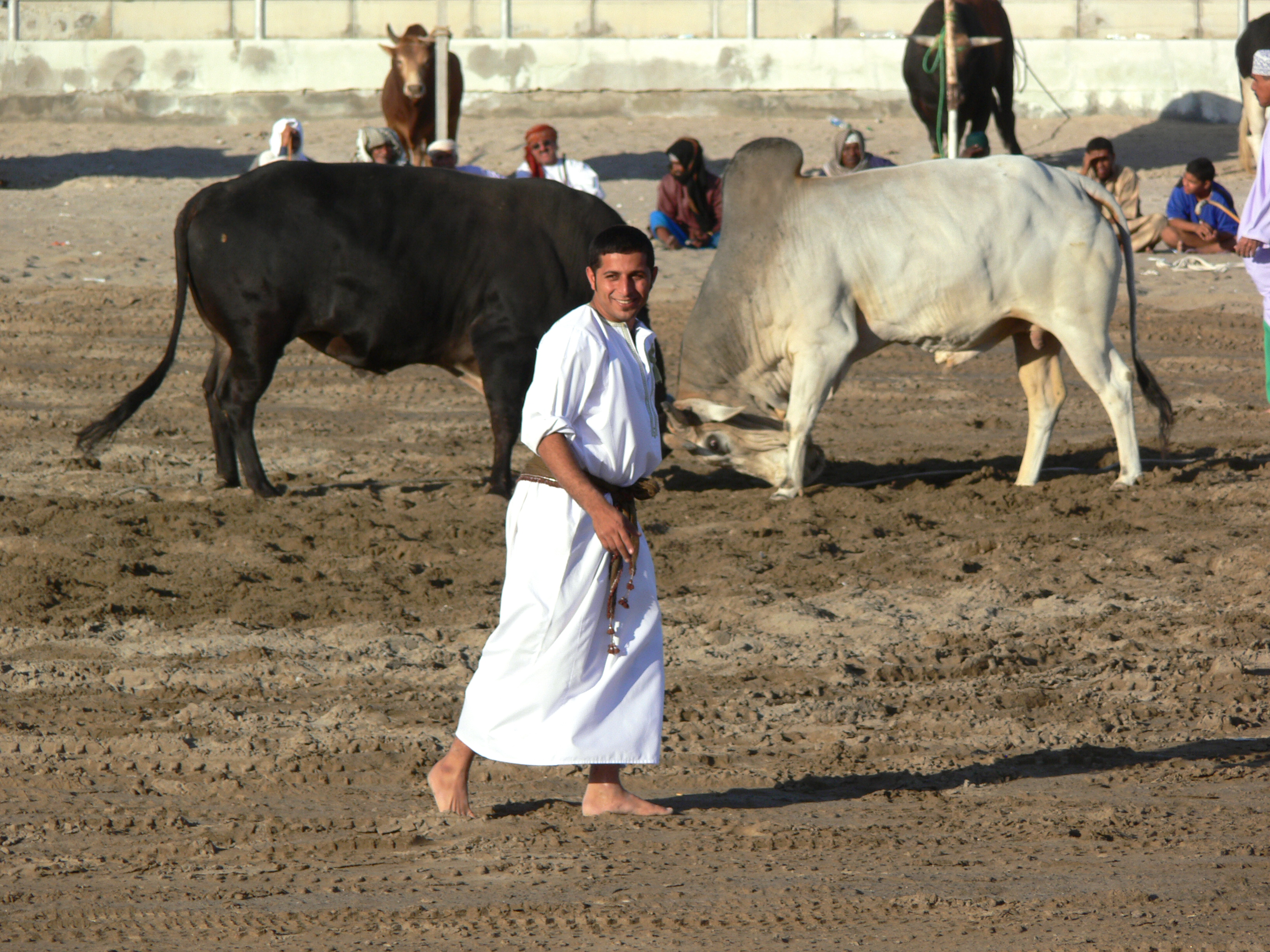
مصارعة الثيران في عمان